# Zu Yi
Zu Yi (祖乙; Zǔyǐ) var en kinesisk kung inom den forna Shangdynastin. Zu Yi regerade 19 år under senare hälften på 1300-talet f.Kr. Zu Yis personnamn var Teng (滕) och han titulerades  både i Bambuannalerna och i Shiji med sitt postuma tempelnamn Zu Yi (祖乙)

## Biografi
Zu Yi kom till makten efter att hans far He Dan Jia avlidit. He Dan Jia var enligt orakelbensskriften Zu Yis bror.
Under Zu Yis första år som regent flyttade han rikets huvudstad från Xiang (相) till Geng (耿). Året efter flytten förstördes Geng av översvämning så han flyttade vidare huvudstaden till Bi (庇) som han senare även förstärkte med en stadsmur. Zu Yi tillsatte Wu Xian (巫賢) som försteminister. Under Zu Yis tid vid makten började Shangdynastin att blomstra igen.
Zu Yi avled under sitt nittonde år som regent och efterträddes av sin son Zu Xin.